# Tångsnälla
Tångsnälla (Syngnathus typhle) en art av familjen kantnålsfiskar.

## Utseende
Tångsnällan är en långsträckt, rörformad fisk som saknar fjäll, och i stället har kroppen klädd med brungrå benplattor. Den har bröst- stjärt- och ryggfenor (till skillnad från havsnålarna, som endast har ryggfena). Liksom sjöhästarna använder den sin smala snabelliknande mun som en pipett, och suger i sig smådjur som plankton och små kräftdjur. Tångsnällan blir upp till 35 centimeter lång, honan blir längre än hanen. Nosen är ihoptryckt, men högre än ögats diameter. Hanen har två hudveck på buken, som bildar en yngelpåse.

## Utbredning
Tångsnällan finns nära kusten från Nordafrika, Svarta havet, Medelhavet, längs europeiska kontinentens atlantkust över Brittiska öarna upp till norra Norge. Den går in i Östersjön upp till Finska viken. Kan gå upp i brackvatten.

## Vanor
Den lever i kustnära tångbälten på 1 till 20 meters djup. Livnär sig av zooplankton, bland annat mindre kräftdjur, som den suger i sig med munnen.
Den leker under sommaren, varvid flera honor kan lägga sina ägg i hanens yngelpåse, som kan innehålla upp till 250 ägg. De omkring 2 millimeter stora äggen kläcks efter omkring en månad. Ynglens längd när de lämnar pappans yngelpåse för gott är omkring 25 millimeter. Könsmognaden inträffar vid ettårsåldern, och livslängden är upp till tre år.